# Schistes de Maotianshan

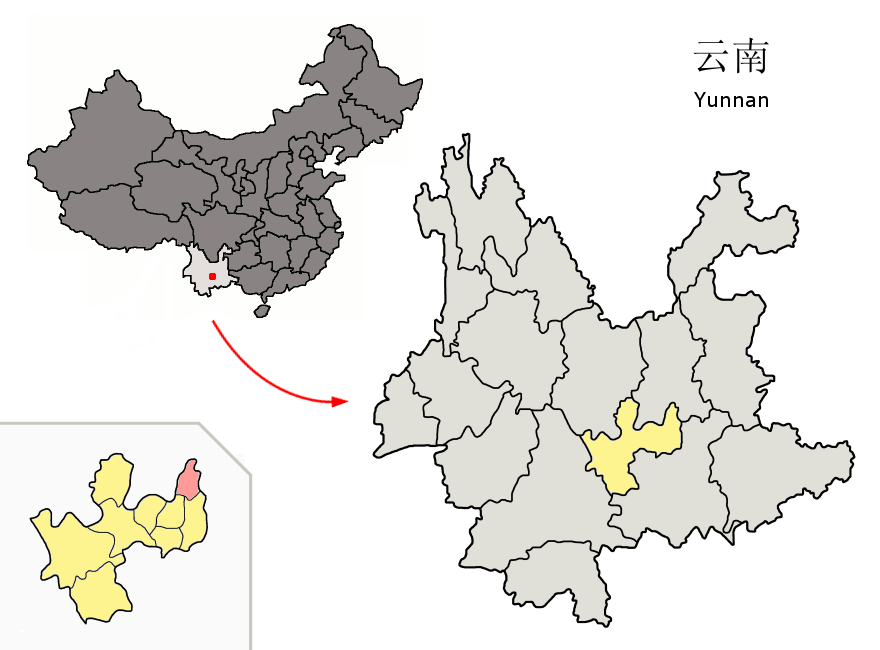
Région de Chine où se situe le gisement.

Les schistes de Maotianshan constituent le membre intermédiaire de la formation géologique dite formation de Yu'anshan dans la province de Yunnan en Chine, dans les villages d'Ercaicun et de Chengjiang (près de Kunming).

## Présentation
Cette série géologique est datée du Cambrien inférieur, soit il y a environ 518 Ma. Près de 50 mètres de strates de sédiments fins sont exposés à l'affleurement, révélant plusieurs fossiles d'organismes au corps mou parfaitement conservés (Konservat-Lagerstätte). Au moment de la sédimentation, cette partie de la plateforme du Yangzi Jiang se trouvait dans une région équatoriale. Quelques brachiopodes trouvés sur le site, de même que le contenu intestinal de certains animaux ingérant de la boue, indiquent une mer chaude et peu profonde au fond boueux.
Les premiers fossiles découverts dans ces schistes ont été mis en évidence en 1984 par Xianguang Hou,, et ont été étudiés en détail autant par des scientifiques Chinois qu'Occidentaux. Le site est inscrit depuis 2012 au patrimoine de l'humanité, sous le nom de site fossilifère de Chengjiang. Les schistes contiennent une faune très riche et bien préservée, contenant plusieurs des taxa retrouvés sur le site mieux connu, et substantiellement plus récent, des schistes de Burgess en Colombie-Britannique (505 millions d'années), de même que les schistes d'Emu Bay du sud Australien, eux aussi plus jeunes (514 millions d'années). La faune est souvent désignée sous le terme de « faune de Chengjiang ». 
En plus d'Anomalocaris, d'Opabinia, d'Hallucigenia et autres formes spectaculaires des schistes de Burgess, les schistes de Maotianshan contiennent également au moins quatre types possibles de vertébrés, dont deux semblent être des poissons véritables, voir : Haikouella, Haikouichthys, Yunnanozoon et Myllokunmingia. Des formes plus familières, tels les trilobites, les brachiopodes ou les éponges sont également présentes.
Les schistes de Maotianshan, qui sont datés entre la faune d'Ediacara et les schistes de Burgess, ont permis de préciser le concept d'explosion cambrienne, au cours de laquelle de très nombreuses formes animales très différentes semblent être apparues dans un intervalle de temps d'une importante brièveté.

## Espèces fossiles

### Arthropodes

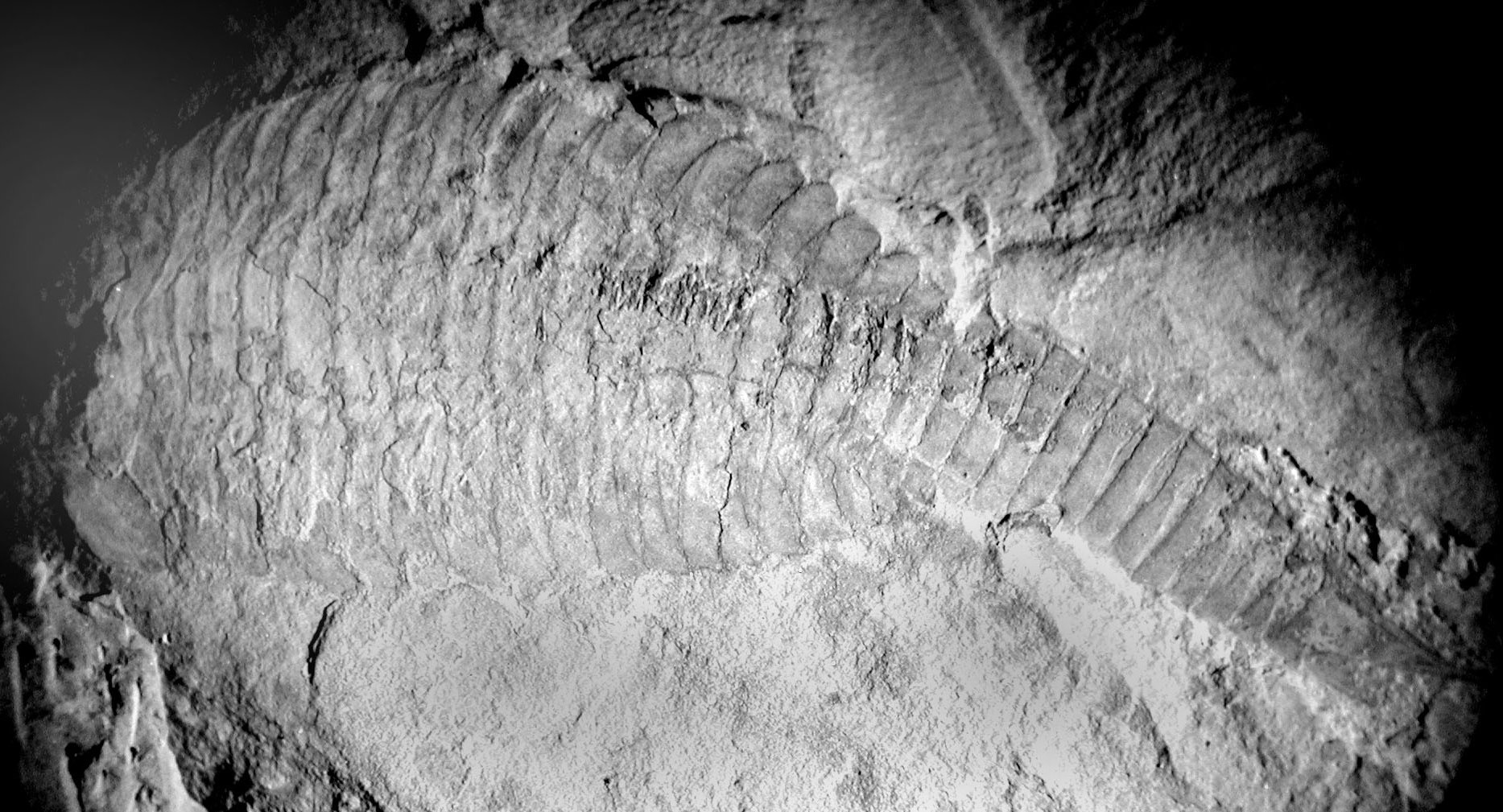
Fuxianhuia protensa.

- Acanthomeridion
- Anomalocaris
- Canadapsis
- Chengjiangocaris
- Chuandianella  (en)
- Fortiforceps
- Fuxianhuia
- Kuamaia
- Kuanyangia, un trilobite
- Leanchoilia
- Naraoia
- Retifacies
- Saperion
- Sinoburius
- Squamacula
- Xandarella
- Yunnanocephalus, un trilobite

### Vers et animaux apparentés

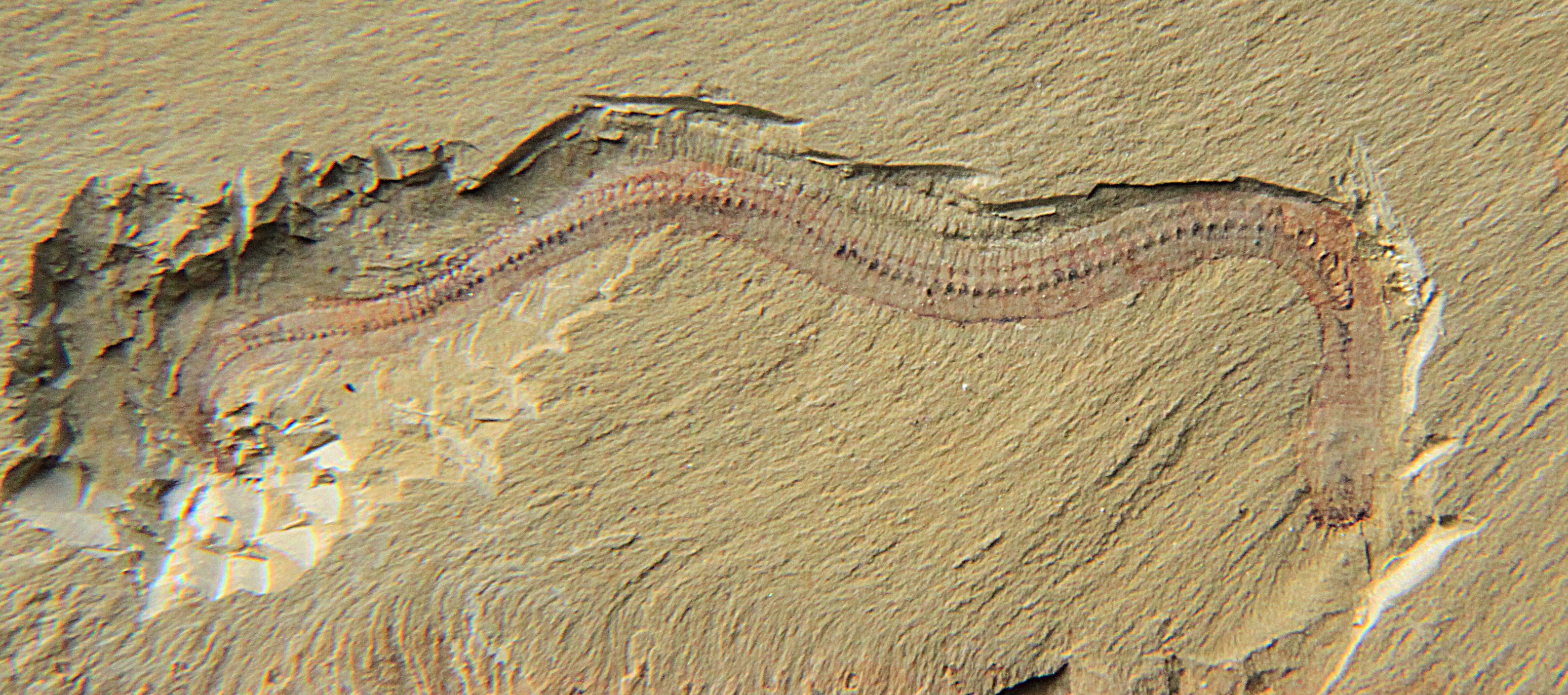
Maotianshania cylindrica.

- Hallucigenia
- Microdictyon
- Palaeoscolex  (en)
- Maotianshania cylindrica  (en)
- Circocosmia Jinningensis

### Vertébrés

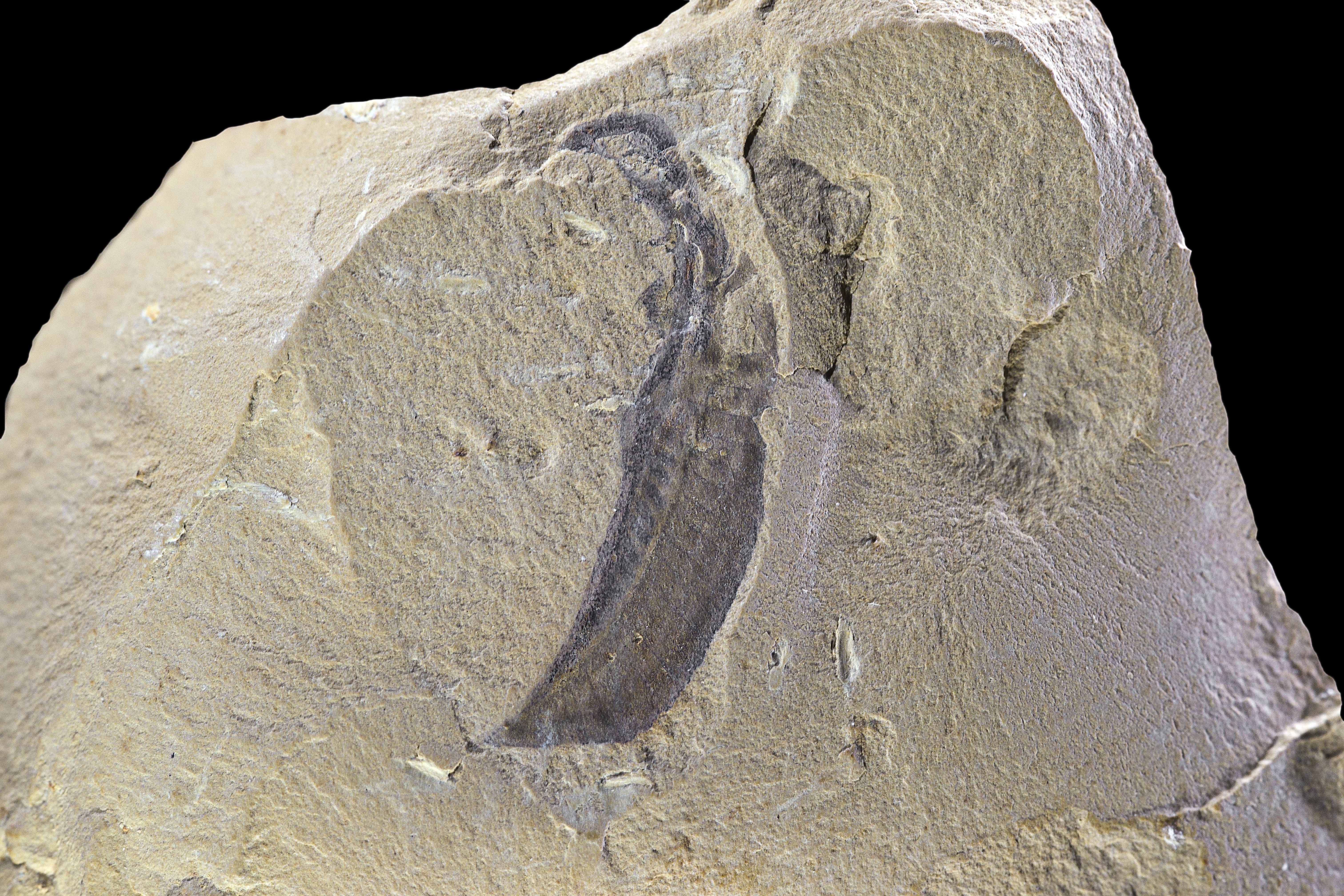
Haikouella lanceolata.

- Cathaymyrus  (en)
- Haikouella
- Haikouichthys
- Myllokunmingia
- Yunnanozoon

### Autres
Plus de 80 % des phylums sont inconnus dans les séries géologiques plus anciennes. Toutefois certains plans d'organisations sont beaucoup plus énigmatiques et n'ont pas d'équivalents proches dans la nature actuelle. Ce sont, par exemple :
- Dinomischus
- Eldonia : animaux médusiformes pourvus de tentacules
- Opabinia
- Vetulicolia : interprété comme de possible chordé mais dont la segmentation rappelle celle des arthropodes
- Xidazoon